# Собко Пантелеймон Юрійович
Пантелеймон Юрійович Собко (нар. 5 жовтня 1998, с. Качківка, Вінницька область, Україна — пом. 23 квітня 2022, м. Маріуполь, Донецька область, Україна) — штурман — головний корабельний старшина МБАК «Кременчук» 9 ДННК ВМС ЗСУ, учасник російсько-української війни, відзначився у ході російського вторгнення в Україну.

## Біографія
Походить з родини хліборобів. Спершу хотів бути вчителем фізкультури, але обрав морську справу. Закінчив Відділення військової підготовки Фахового коледжу морського транспорту Національний університет «Одеська морська академія».
З 3 серпня 2015 року служив за контрактом у ВМС ЗСУ у Бердянську на посаді штурмана — головного корабельного старшини.
У вересні 2018 року МБАК «Кременчук» посилив військову присутність України на Азовському морі.
26 лютого 2022 року моряки МБАК «Кременчук» були прикомандировані до 36-ї окремої бригади морської піхоти ВМС ЗСУ й билися на суходолі в Маріуполі.
На початку квітня 2022 року стало відомо, що окупанти захопили МБАК «Кременчук» в порту Маріуполя.
23 квітня 2022 року загинув у боях на «Азовсталі» під час оборони Маріуполя.
12 травня 2022 року у Пантелеймона Собка народився син.

## Нагороди
- орден «За мужність» III ступеня (2022) — за особисту мужність і самовіддані дії, виявлені у захисті державного суверенітету та територіальної цілісності України, вірність військовій присязі.